# Linares (Chile)
Linares (fundada oficialmente como Villa San Ambrosio de Linares) es una comuna y ciudad de la zona central de Chile, capital de la provincia de Linares. Es un centro agrícola, agroindustrial, de comunicaciones y de servicios de la Región del Maule. Fue capital de la antigua provincia de Linares, con rango de actual región.

## Toponimia
La ciudad de Linares recibe su nombre de don Francisco Espinoza Muñoz de la Mata Linares, quien se desempeñaba como Intendente de Concepción al momento de fundarse la villa. Originalmente se iba a llamar San Francisco de Linares, pero el mismo De la Mata Linares no quiso, tras lo cual se cambió a San Ambrosio de Linares, en honor de Ambrosio O'Higgins, Gobernador de Chile en ese entonces.

## Historia

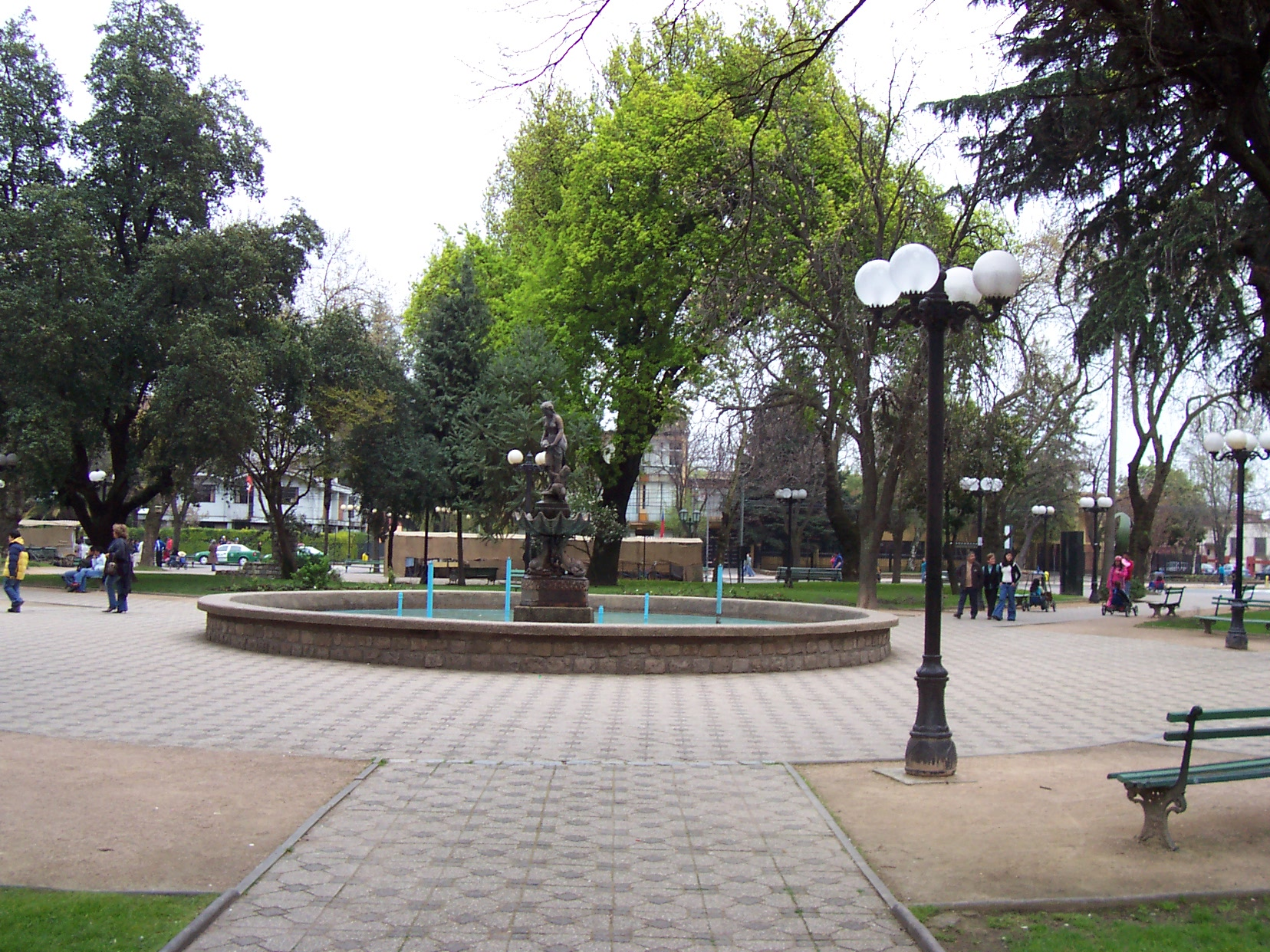
Plaza de Armas.

Linares o también apodada "Ciudad Encantadora", fue fundada el 23 de mayo de 1794 por orden del futuro virrey del Perú Ambrosio O'Higgins, que en ese momento gobernaba la Capitanía General de Chile, y que fuera el padre de Bernardo O'Higgins. En la misma época regía en la Intendencia de Concepción Francisco de la Matta Linares, en cuyo honor la nueva villa recibió su nombre. El nombre original de la ciudad fue Villa San Ambrosio de Linares. Previamente se había intentado fundar sin éxito la villa de San Javier de Bellavista en 1755 y 1768. 
Para construir la nueva villa, fueron expropiadas 1500 hectáreas de la Estancia de Pilocoyán, de 5100 hectáreas, propiedad de la Sra. Ángela Vásquez Tapia, viuda de Aceytón primero, y de Barros después. Linares quedó situada, de esta manera, en el camino real que atravesaba el Valle Longitudinal, proveniente de Santiago.
La ciudad fue escenario del primer hecho de armas en el largo camino que llevaría finalmente a la independencia de Chile, con la toma de la plaza, el 6 de abril de 1813, por parte del general Bernardo O’Higgins Riquelme.
En 23 de abril de 1873 se convierte en capital de la recién creada provincia homónima, escindida de la Provincia de Maule.
En 2 de mayo de 1875 se crea el liceo hoy conocido como "Liceo Valentín Letelier", donde se educaron muchos de los que hoy son considerados hijos ilustres de Linares, como el expresidente de la República Carlos Ibáñez del Campo; el poeta Max Jara, el historiador y periodista Julio Chacón del Campo, el sacerdote y orador Bernardino Abarzúa y el gramático Claudio Rosales.

### Diccionario Geográfico de Chile (1897)
Linares.-—Ciudad, capital de la provincia y departamento de su nombre. Está situada por los 35° 51' Lat. y 71° 39' Lon. en el lado oriental del gran valle intermedio á 150 metros sobre el nivel del Pacífico; distando 31 kilómetros al SE. de San Javier de Loncomilla y 39 hacia el X. de la ciudad del Parral. Sus calles son de buen ancho y planas en dirección de N. á S. y cortadas en ángulos rectos por otras iguales, que dejan en el centro una hermosa plaza en la que desembocan doce de aquellas y en el costado sur un paseo público. Posee dos iglesias, buenos edificios de gobierno, un liceo de segunda enseñanza, escuelas gratuitas, oficinas de registro civil, de correos y telégrafo, establecimientos de beneficencia, industriales, &c. Este pueblo viene trayendo su origen desde el gobierno de Ortiz de Rozas, en que este Presidente dispuso en 30 de setiembre de 1755 su fundación con el nombre de San Javier de Bella Isla en terrenos de Cunaco de propiedad entonces de Doña Cecilia Lobos, y que sólo llegó á delinearse en el paraje llamado Ligcura (piedra blanca) á la derecha del Putagán. Más tarde, y á nueva solicitud de los moradores de la comarca, se proveyó por real cédula de 25 de junio de 1768 que se procediese al establecimiento de una villa en el expresado sitio; pero esta disposición no se llevó á efecto sino por auto de fundación, expedido en 23 de mayo de 1794 por Don Ambrosio O'Higgins y ejecutado por el intendente de Concepción, Don Francisco de la Mata Linares, quien la asentó en el lugar de Pilocoyán o Batuco, su actual sitio, cedido por Doña Angela Vázquez, y le dió el título de villa de San Ambrosio de Linares, no obstante que los vecinos habían propuesto el de San Ambrosio de Vallenar. La ley que creó su provincia la erigió en su capital con el título de ciudad. Tiene recuerdos de la guerra de la Independencia por haber sido ocupada en abril de 1813 por el ejército español del brigadier Don Antonio Pareja; fué también tomada y saqueada el 20 de ese mes de 1823 por las montoneras de los hermanos Pincheira, cautivándose á la vez varias jóvenes de familia.
Francisco Solano Asta-Buruaga y Cienfuegos, s:Diccionario Geográfico de la República de Chile, 1897

El 18 de octubre de 1925, S.S. Pío XI, mediante la Bula "Notabiliter Aucto" estableció la diócesis de San Ambrosio de Linares, con su sede en la ciudad de Linares, tan pronto como la separación entre la Iglesia y el Estado se concretó en el país.

### Escudo
Fue adoptado el 21 de septiembre de 1944, durante el mandato del alcalde Alberto Camalez, en el marco del 150.º aniversario de la ciudad. Dividido en dos cuarteles, el superior de gules con una cruz potenzada y jironada de sable y plata, simbolizando el patronazgo de San Ambrosio, onomástico del gobernador de ese entonces Ambrosio O'Higgins; y el inferior de oro con cinco flores de azur talladas y hojadas de sinople, que representan flores de lino, por el apellido del intendente de Concepción don Francisco de la Mata Linares. De timbre una corona de barón, de oro esmaltada y rodeada por un brazalete doble o una hilera de perlas dando ocho vueltas y adornado en la parte superior por perlas gruesas, en simbolización del baronazgo de Ballenary que ostentaba el gobernador; soporte tricolor de arriba abajo gules, azur, y oro. Como terraza dos cetros cruzados, en recuerdo de las batallas por la Independencia y la presencia de la Escuela de Artillería.

### Crecimiento urbano
La configuración urbana de Linares se caracteriza por un centro histórico compuesto por las clásicas y simétricas manzanas dispuestas por los alarifes que trazaron los centros urbanos del Chile colonial. Inicialmente, este centro se componía de un puñado de manzanas, ubicadas alrededor de la Plaza de Armas. Más adelante, este núcleo se extendió a ochenta manzanas, de acuerdo a la grilla, o parrilla cuadriculada, típica de la estructura urbana inicial de las ciudades latinoamericanas. En este caso, fueron diez manzanas de norte a sur, entre las actuales calles Carlos Ibáñez del Campo y Rengo, y ocho manzanas de poniente a oriente, entre la calle Yungay y la avenida Brasil. En esta última se encuentra la estación ferroviaria de Linares. La Plaza de Armas - con la catedral en su costado occidental - quedó, así, ubicada ligeramente al poniente del centro geográfico de este conjunto. Cinco cuadras de la avenida Valentín Letelier, en las que se ensancha la avenida, por la presencia de una plataforma central arbolada entre ambas vías de circulación, constituyen la característica Alameda de tantas ciudades y pueblos del Chile Central.
La avenida Independencia, que corre de poniente a oriente a lo largo de ocho cuadras, terminando en la avenida Brasil y partiendo desde Yungay, como continuación de la ruta de acceso poniente a Linares, es la calle principal de los servicóomico-financiera de la ciudad. Las calles Maipú y Brasil miran más hacia el comercio orientado a los pobladores rurales de la zona. En la primera de las nombradas se encuentra el Mercado Municipal de Linares.
La expansión de la ciudad se ha desarrollado hacia los cuatro puntos cardinales. Hacia el oriente de la vía férrea creció, tempranamente en el desarrollo de Linares, el poblado y popular barrio conocido como "Población Oriente", que actualmente casi alcanza en superficie al núcleo originario de la ciudad. Más recientemente, la ciudad ha crecido considerablemente en sus ángulos noroeste - con urbanizaciones orientadas más hacia la clase media - y sureste, con poblaciones de tipo popular. El sur, y particularmente el sureste de la ciudad ya está llegando a las riberas del río Ancoa. El lado norte se ha desarrollado algo menos, en cuanto a superficie edificada, pero se ha caracterizado por ser testigo de la construcción de condominios y viviendas de alto costo, algunas de ellas rodeadas de terreno originariamente agrícola y convertido ahora en "parcelas de agrado". Esta tendencia está ocurriendo principalmente al borde de los caminos a Yerbas Buenas y Colbún.

## Geografía

### Geomorfología
La ciudad cubre un área de 16 km². La comuna de Linares se encuentra emplazada en las unidades geomorfológicas de Cordillera andina de retención crionival, Llano central fluvio-glacio-volcánico y Precordillera; y la mayor parte de la comuna se encuentra ubicada en el Valle Central (en la depresión intermedia), que termina, por el oeste en cerros de baja altura pertenecientes a la Cordillera de la Costa, mientras que por el oriente, el valle da paso a la zona precordillerana, de transición a la Cordillera de los Andes, con cerros arbolados, cajones y ríos.
La comuna limita al norte con las de Villa Alegre, Yerbas Buenas y Colbún, al oeste, con San Javier, al sur, con Longaví y al este, con Colbún. Esta última comuna, al ocupar la franja más oriental de la provincia, se adjudica en forma casi exclusiva, la posesión de la cordillera propiamente tal, es decir, de las mayores alturas provinciales, los cajones más profundos y los nacimientos de varios de sus numerosos ríos.

### Clima
El clima de Linares posee estaciones bien definidas; presenta según la clasificación climática de Köppen clima de tundra de lluvia invernal (ET (s)), clima mediterráneo de lluvia invernal (Csb), clima mediterráneo de lluvia invernal de altura (Csb (h)) y clima mediterráneo frío de lluvia invernal (Csc). Las temperaturas medias anuales varían entre unos 20 y 22 °C. El verano es sostenidamente seco y el invierno, habitualmente lluvioso (los meses más lluviosos son mayo, junio, julio y agosto). La diferencia térmica entre el mes más cálido y el más frío es aproximadamente 13-14 °C en Linares, en tanto que la oscilación térmica diaria supera los 9 °C.
En la provincia de Linares, las precipitaciones son casi exclusivamente de origen frontal. El total de las precipitaciones entre mayo y agosto alcanza al 80 % a 85 % del total anual. Entre octubre y marzo suele llover menos de 10 mm. mensuales. En el invierno se presentan intensas nevadas en la cordillera, que se constituyen en importantes reservas hídricas para la temporada estival y definen el desarrollo de los sistemas fluviales de la zona.
Los montos anuales de precipitación superan los 640 mm en Linares y Panimávida y los 2.160 mm en la alta cordillera de la provincia. La media de enero es de -29 °C y en julio es de 11 °C.
Durante la ola de calor del año 2017 se registró la máxima absoluta de 42.6 °C, el día 26 de enero de 2017.
| Parámetros climáticos promedio de Linares | Parámetros climáticos promedio de Linares | Parámetros climáticos promedio de Linares | Parámetros climáticos promedio de Linares | Parámetros climáticos promedio de Linares | Parámetros climáticos promedio de Linares | Parámetros climáticos promedio de Linares | Parámetros climáticos promedio de Linares | Parámetros climáticos promedio de Linares | Parámetros climáticos promedio de Linares | Parámetros climáticos promedio de Linares | Parámetros climáticos promedio de Linares | Parámetros climáticos promedio de Linares | Parámetros climáticos promedio de Linares |
| Mes                                       | Ene.                                      | Feb.                                      | Mar.                                      | Abr.                                      | May.                                      | Jun.                                      | Jul.                                      | Ago.                                      | Sep.                                      | Oct.                                      | Nov.                                      | Dic.                                      | Anual                                     |
| ----------------------------------------- | ----------------------------------------- | ----------------------------------------- | ----------------------------------------- | ----------------------------------------- | ----------------------------------------- | ----------------------------------------- | ----------------------------------------- | ----------------------------------------- | ----------------------------------------- | ----------------------------------------- | ----------------------------------------- | ----------------------------------------- | ----------------------------------------- |
| Temp. máx. media (°C)                     | 29.8                                      | 28.5                                      | 25.1                                      | 20.7                                      | 15.6                                      | 12.3                                      | 12.2                                      | 14.0                                      | 17.2                                      | 20.3                                      | 23.5                                      | 23.8                                      | 20.3                                      |
| Temp. mín. media (°C)                     | 11.9                                      | 11.4                                      | 8.7                                       | 6.4                                       | 6.5                                       | 4.9                                       | 3.6                                       | 4.0                                       | 5.3                                       | 7.5                                       | 9.0                                       | 11.6                                      | 7.6                                       |
| Precipitación total (mm)                  | 13.1                                      | 10.1                                      | 20.3                                      | 61.9                                      | 170.5                                     | 208.0                                     | 180.1                                     | 128.8                                     | 77.3                                      | 44.0                                      | 29.6                                      | 20.2                                      | 963.9                                     |
| Fuente: MSN 2008                          |                                           |                                           |                                           |                                           |                                           |                                           |                                           |                                           |                                           |                                           |                                           |                                           |                                           |

### Hidrología
Esta además se halla en la cuenca hidrográfica de río Maule. Además, la comuna posee diversos cuerpos de agua, entre los que se destacan la lagunas Cuellar y lagunas Verdes; y río Achibueno, río Ancoa, río Loncomilla, río Putagan y río Rari.

## Medio ambiente

Trazado simplificado de los ecosistemas y cuerpos de agua presentes en la comuna de Linares.

### Componentes bióticos
Dentro del territorio de la comuna se pueden hallar los siguientes ecosistemas:
- Bosque caducifolio mediterráneo andino donde predominan Nothofagus glauca y Nothofagus obliqua (Vulnerable)
- Bosque caducifolio mediterráneo-templado andino donde predominan Austrocedrus chilensis y Nothofagus obliqua (Vulnerable)
- Bosque esclerófilo mediterráneo andino donde predominan Lithrea caustica y Lomatia hirsuta (Vulnerable)
- Bosque esclerófilo mediterráneo interior donde predominan Lithrea caustica y Peumus boldus (En peligro)
- Bosque espinoso mediterráneo interior donde predominan Acacia caven y Lithrea caustica (En peligro)
- Herbazal mediterráneo andino donde predominan Oxalis adenophylla y Pozoa coriacea (Vulnerable)
- Matorral bajo mediterráneo andino donde predominan Chuquiraga oppositifolia y Discaria articulata (Vulnerable)
- Matorral bajo mediterráneo andino donde predominan Laretia acaulis y Berberis empetrifolia (Preocupación menor)

### Flora y fauna
Linares posee atractivos naturales en sus alrededores, así como en las comunas adyacentes, que incluyen los cerros de la precordillera, y la cordillera, con bosques de pinos; lagos (principalmente el embalse y lago artificial Colbún); ríos, y excelentes opciones para excursionistas y para acampar. Presentan parajes muy atractivos: el río Melado (comuna de Colbún), el estero de Pejerrey y los ríos Achibueno y Ancoa.
Los ríos de la zona, especialmente los cursos altos del Ancoa y del Achibueno presentan excelentes oportunidades para descenso en canoa individual (canotaje o kayak) por las aguas bravas de ambos, así como para ráfting, es decir, descenso colectivo en balsas por rápidos y fuertes desniveles con corrientes de aguas bravas. Asimismo, el montañismo en los alrededores es una atractiva posibilidad, al igual que la pesca recreativa, las cabalgatas y el senderismo, es decir, caminatas que pueden durar varios días, por las montañas y espacios naturales de esta bella zona.
El sector cordillerano El Melado ofrece diversos atractivos naturales, especialmente para los aficionados al turismo-aventura y turismo ecológico. Es posible observar allí quebradas, bosque nativo, petroglifos, lagunas, el Cordón de El Melado y otros lugares de excepcional belleza. Sobresale la Reserva nacional Los Bellotos, donde es posible apreciar el belloto del sur (especie en peligro de extinción), el coigüe, el ciprés de la Cordillera, el roble maulino, el quillay, el litre, el peumo y el avellano.
Entre la fauna del lugar destacan el cóndor, el loro tricahue, el águila, el halcón peregrino, el tiuque, el carpintero negro y el chercán.

### Medidas de protección ambiental y conflictos socioambientales
Hasta 2022, la comuna de Linares cuenta con las siguientes zonas que poseen algún nivel de protección ambiental:
- Altos de Achibueno (Sitios Ley 19.300)[16]
- Ampliación RN Los Bellotos (Sitios ERB)[17]
- Cajón de Pejerreyes (Sitios ERB)[18]
- Humedal Urbano de Linares (Humedal urbano)[19]
- Lomas de Putagán (Sitios ERB)[20]
- Reserva Nacional Los Bellotos Del Melado (Reserva Nacional)
- Santuario de la Naturaleza Cajón del Río Achibueno (Santuario de la Naturaleza)[21]
- Vegas de Ancoa (Sitios ERB)[22]

## Demografía

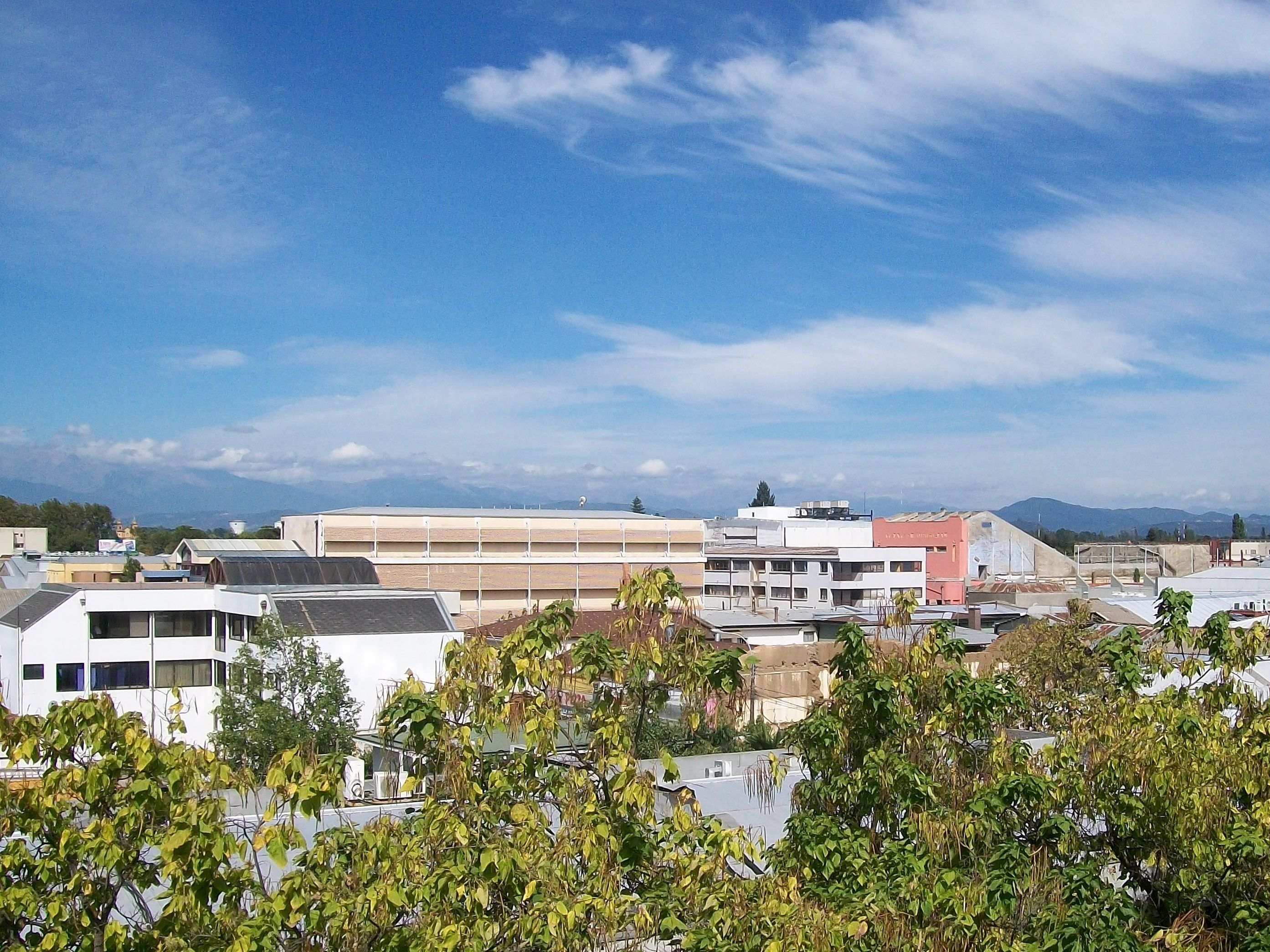
Vista del centro de la ciudad.

La comuna de Linares abarca una superficie de 1.465,78 km² y una población de 93.602 habitantes según el censo de 2017, resultando una densidad de población de 63,85 habitantes por km². Dicho total se desglosa en 48.931 mujeres y 44.671 hombres, por lo que el índice de masculinidad comunal es de 91,29 por cada 100 mujeres.

### Pueblos de la comuna
Además de la ciudad de Linares, existen otras dos entidades de población de la comuna que tienen, técnicamente, el carácter de pueblos, en la categorización censal de 2002. Ellas son:
- Vara Gruesa, con 1.619 habitantes, y
- Las Obras, con 1.472 habitantes.

A las siguientes entidades de población cuyo territorio se encuentra total o parcialmente (compartidas con otra comuna), dentro del término municipal de Linares, se les ha asignado el carácter de aldeas:
- Llancanao, 309 habitantes
- San Antonio, 640
- Maitenes, 649
- Palmilla, Palmilla Bajo, Puente Sifón, 850
- Guadantún, 350
- La Posada, 499
- Puente Alto, 600
- San Antonio Encina, 427
- San Víctor Álamos, 552
- Vega Ancoa
- Embalse Ancoa, 5oo
- El Peñasco, 302
- Vega de Salas, 100
- Pejerrey, 180

## Administración

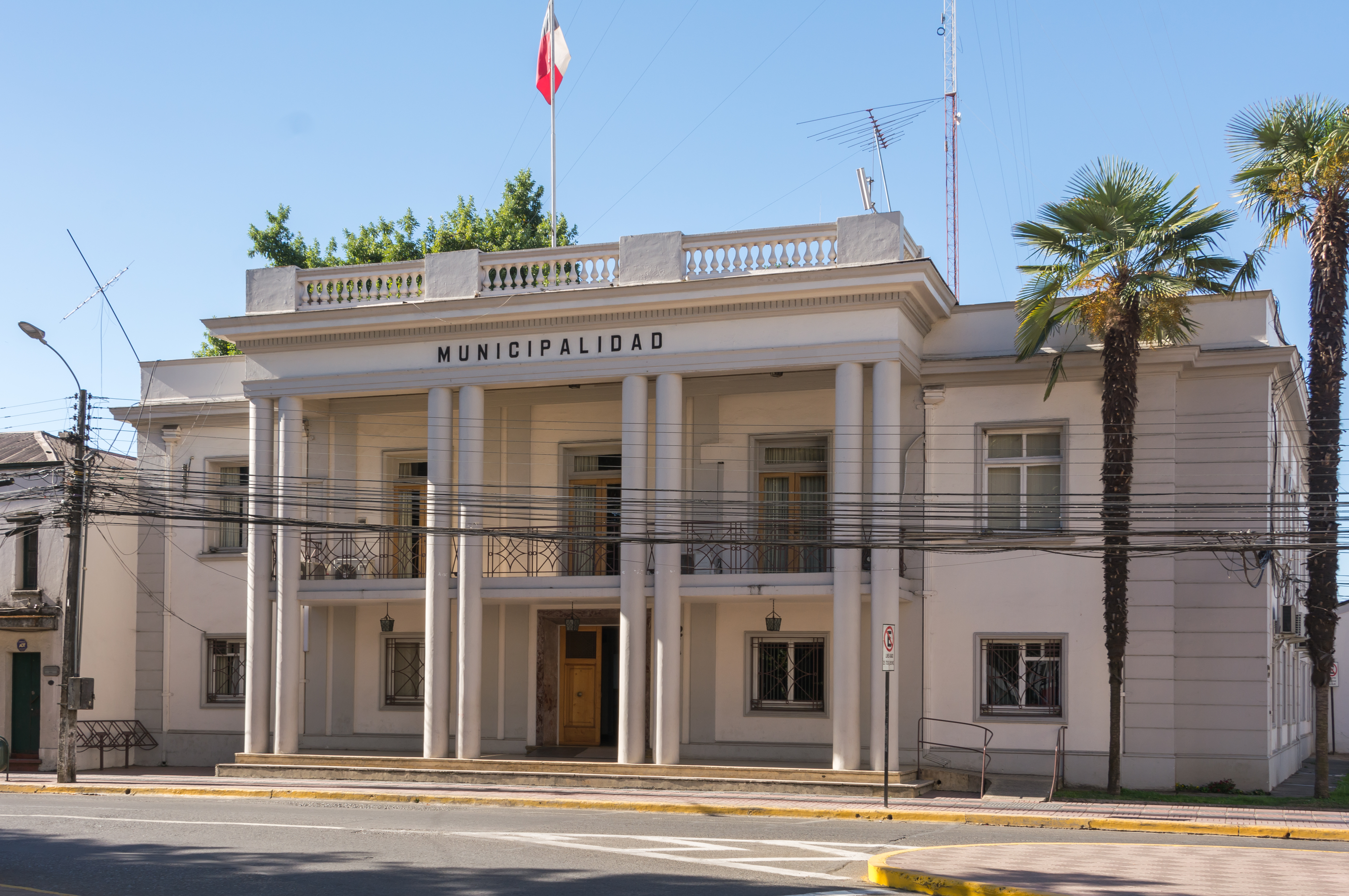
Municipalidad de Linares.

### Municipalidad
El alcalde de la comuna de Linares es Mario Meza Vásquez, quien pertenece a RN. Mientras que los concejales municipales de Linares son:
- Christian González Monsalve (RN)
- Cinthia Labraña Villalobos (RN)
- Favio Vargas Aguilera (RN)
- Luis Concha Guerrero (Ind-RN)
- Leonardo Alfaro Valdés (PRCh)
- Marcelo Campos Vergara (Ind-D)
- Eduardo Ibáñez Núñez (Ind-PPD)
- Lenin Fuentes Barros (PCCh)

#### Escándalos en gestión municipal
En 1969 el alcalde Héctor Pinochet Cuello era asesinado a la salida del municipio tras una crispada sesión de Concejo.
Actualmente la Brigada de Delitos Económicos de la PDI está investigando al municipio por malversación de fondos y falsificación de instrumento público.
La Contraloría también emitió un informe detectando sobre costos por compras de cloro y test de antígenos por $73 millones de pesos.

### Representación parlamentaria
Es parte del Distrito Electoral N.º 18 (Diputados), y pertenece a la 8.ª Circunscripción Senatorial (Región del Maule).

### Otras autoridades
La Delegada Presidencial es Aly Valderrama. 

## Economía
Linares es un importante centro regional agrícola, industrial, comercial, financiero, de distribución, de transportes y de servicios. 
En la economía local, inaugurada en 1958, durante la segunda mitad del siglo XX la sucursal de la Industria Azucarera Nacional (Iansa), era considerada la principal entidad industrial comunal, productora de azúcar de remolacha, llegando a otorgar empleo directo e indirecto en su mejor tiempo a cerca de 20.000 personas, y en los últimos años a unas 4.000 personas, hasta su cierre definitivo en 2018.
Dadas las favorables condiciones climáticas y una buena irrigación natural, los sectores rurales de la comuna de Linares gravitan hacia la agricultura, destacando los cultivos de cereales como el arroz, trigo, maíz y avena, y las hortalizas, como remolacha, repollo, lechuga y acelga y legumbres como los porotos. 
La producción frutícola (árboles frutales, kiwi, "berries") es asimismo importante y ha sido un rubro esencial en la economía provincial y local en las últimas dos décadas. Una parte importante de esta producción se destina a la exportación. Linares es la principal provincia productora de arroz, en Chile; de hecho, el 78 % de la producción nacional de este cereal se da en esta provincia, especialmente en la comuna de Parral. También destaca una incipiente silvicultura hacia el oriente de la provincia, así como en áreas de la cordillera de la Costa.
La producción de vinos en la provincia de Linares constituye uno de los rubros más importantes de la economía provincial, especialmente en las comunas de San Javier y Villa Alegre.
En cuanto a la ganadería, destaca la crianza de ganado bovino, equino y porcino.
En 2018, la cantidad de empresas registradas en Linares fue de 2.097. El Índice de Complejidad Económica (ECI) en el mismo año fue de 0,84, mientras que las actividades económicas con mayor índice de Ventaja Comparativa Revelada (RCA) fueron Cultivo Forrajeros en Praderas Mejoradas o Sembradas (62,9), Cultivo y Recolección de Hongos, Trufas y Savia, Producción de Jarabe de Arce y Azúcar (27,72) y Cultivo de otras Oleaginosas (22,22).

### Turismo
También se está motivando al turismo, que en esta zona puede ser bastante fuerte por sus zonas precordilleranas. En el sector de El Melado se encuentra el túnel que recibe las aguas del río Melado y que constituye una gran obra de ingeniería chilena, de 4.200 metros de largo, construido entre los años 1918 y 1926 y que se ubica en el sector de Hornillos.
Al embalse de Colbún S.A. se accede por un camino de tierra y ripio que parte de la vía asfaltada que va desde Linares al pueblo de Colbún. Así, se puede llegar inclusive hasta el túnel Canal Melado, pasando por la zona de Embalse Ancoa y Roblería, en un recorrido de aproximadamente 55 km. El embalse, cuya superficie es de 417 hectáreas, y con una altitud que oscila entre los 1300 y 2010 metros sobre el nivel del mar, se encuentra en la precordillera de la provincia de Linares.
En la comuna de Colbún se encuentran los conocidos complejos termales de Panimávida y Quinamávida, y el pueblo de Rari, con su distintiva y única artesanía en crin.

## Educación

### Educación escolar

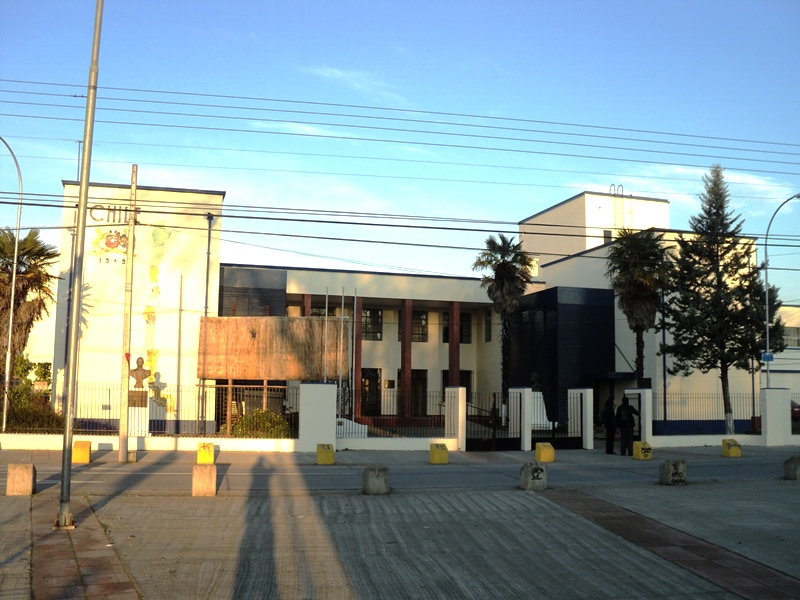
Liceo Valentín Letelier de Linares.

Entre los establecimientos escolares linarenses, pueden mencionarse los siguientes:
Municipales
- Liceo Bicentenario Valentín Letelier Madariaga (anteriormente llamado Liceo Juan Ignacio Molina o Liceo de Hombres)
- Liceo Politécnico "Ireneo Badilla Fuentes".
- Liceo Técnico "Diego Portales" (ex Escuela 3).
- Instituto Comercial (ex Liceo de Niñas)
- Escuela F-467 "Los Leones".
- Escuela Maipú (ex Escuela 1).
- Escuela E-453 (ex Escuela 2).
- Escuela E-480 "Santa Bárbara".
- Escuela Ramón Belmar Saldias

Particulares
- Colegio Alborada
- Colegio Concepción.
- Colegio Amelia Troncoso.
- Colegio Lucila Godoy.
- Colegio San Sebastián.
- Colegio Gabriela Mistral.
- Colegio Cordillera.
- Colegio Marcela Paz.
- Colegio Próspero Villar Bravo.
- Colegio Manuel Bulnes.
- Instituto Educacional Javiera Carrera.
- Instituto Valentín Letelier.

Dependencia religiosa
- Instituto Linares (Congregación Marianistas)
- La Providencia (Hermanas de la Providencia)
- Liceo María Auxiliadora (Religiosas Salesianas)
- Fundación Educacional Liceo Nuestra Señora del Rosario (Religiosas Mercedarias)
- Colegio San Miguel Arcángel (Católico)
- Escuela Agrícola Don Bosco (Salesianos)
- Colegio Adonay (iglesias protestantes)
- Colegio Concepción (Francmasonería)

### Educación superior

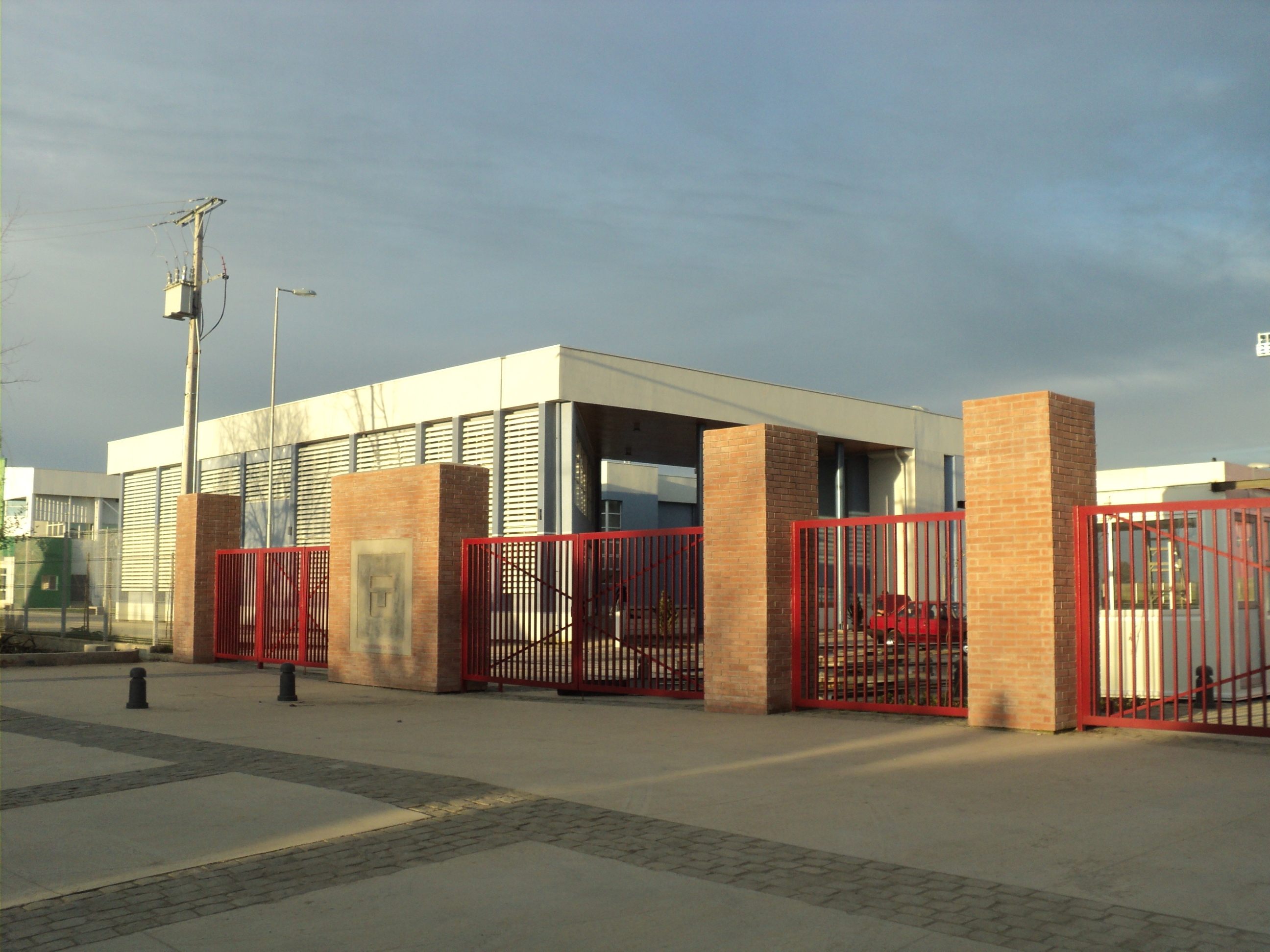
Campus Linares de la Universidad de Talca.

Linares hasta hace unos años albergó sedes de dos universidades privadas: la Universidad Bolivariana (Sede Maule) y la Universidad de Aconcagua, actualmente retiradas de la ciudad. Además, hasta el año 2008, hubo una sede de la Universidad La República, creada en 2004, que tras la quiebra de la mencionada casa de estudios fue adquirida por la Universidad Pedro de Valdivia, la que decidió cerrar definitivamente la sede por falta de expectativas. En 2014 se reinstaló la estatal Universidad de Talca con dos carreras profesionales y tres técnicas. Existen además en la ciudad, varios centros de formación técnica.
En el pasado, hubo algunos intentos de traer una sede de la Universidad de Chile a la ciudad, las cuales fracasaron. Más adelante, las dos universidades del Maule impulsaron, sin éxito, sedes en Linares. La Universidad de Talca instaló su sede al lado del actual liceo Valentín Letelier entre los años 1984 y 1985, mientras que la Universidad Católica del Maule hizo algo parecido en la década de los 90 en diversos domicilios.
En 2012 la Universidad de Talca anunció su retorno a la ciudad proyectando un campus en el sector oriente que se empezó a construir en 2014 para ser inaugurado en 2016. Mientras se hacía la construcción, dicha casa de estudios funcionó provisoriamente en un edificio anexo al Liceo Diego Portales.
En 2014 la Universidad Autónoma de Chile estableció uno de sus campus clínicos en la ciudad, dependiente de la sede Talca, en convenio con el Hospital Base de la ciudad.
Asimismo, la ciudad cuenta con el centro de formación técnica San Agustín.
En 2016, la ley que crea 15 CFT de propiedad estatal estableció que el correspondiente a la Región del Maule tendría su casa central en Linares. En 2018 entró en funcionamiento el CFT Maule, cuya sede provisional se ubica en dependencias anexas al Liceo Politécnico de la ciudad. En 2023 se trasladó a su actual sede en la av. Presidente Ibáñez.

## Cultura

Museo de Arte y Artesanía de Linares.

### Cultores del Arte
La ciudad de Linares a lo largo de su historia ha recibido y recibe a importantes figuras de la cultura nacional. Asimismo, en su seno han surgido otros grandes exponentes.
Entre los cultores originarios de Linares cabe destacar al escritor y periodista Januario Espinoza, quien destacó como ensayista, poeta y novelista. Hoy, una de las calles principales de la ciudad lleva su nombre. Tampoco debemos olvidar a Julio Chacón, quien rescató la historia comunal, y a Edilberto Domarchi, poeta y profesor. No debe dejar de mencionarse tampoco al abogado y rector de la Universidad de Chile don Valentín Letelier, quien aunque su énfasis estuvo puesto en la educación, también hizo sus aportes en materia literaria y documental. Más recientemente, deben destacarse el gran aporte de la folclorista Margot Loyola, reconocida a nivel nacional e internacional, y el talento del escritor y académico Gustavo González Rodríguez.
Entre aquellos afuerinos que contribuyeron a la cultura de Linares, podemos mencionar a Samuel Maldonado Silva (1916-1988), quien a la edad de 21 años, en 1939 llegó a Linares como cronista del diario El Heraldo, medio del que llegaría a ser director de prensa, formando una generación de periodistas, en los tiempos en que no existía una carrera universitaria. Con posterioridad, fundaría el diario Sucesos, varias revistas; publicó novelas y libros de poesía; fue uno de los pioneros que fundó el Colegio de Periodistas de Chile, lo que permitió la acreditación de toda una generación de periodistas. Fue por muchos años Presidente Regional del gremio. En sus últimos años se desempeñó como director de prensa de Radio Soberanía, donde fue maestro de una verdadera escuela de jóvenes talentos. En 1985 recibió numerosas condecoraciones por sus 50 años de notable aporte al periodismo de la ciudad. En el campo de las artes, junto a Manuel Francisco Mesa Seco, Inge Linz y Pedro Olmos, fundaron el Grupo Ancoa que fue un importante impulsor de la cultura local. En 1965 fundó la revista Colecciones ANCOA.
El escritor, poeta y académico de la Lengua Manuel Francisco Mesa Seco, nacido en Constitución, y que llegara a ser Gobernador provincial, vivió en Linares la mayor parte de su fecunda vida. Poeta, cuentista, autor teatral, crítico literario, ensayista, servidor público, abogado, regidor, gobernador y embajador literario del río Maule y su región, Mesa Seco fue uno de los grandes escritores de Chile. Autor muy prolífico, fue el primer escritor de provincias que llegó a sentarse en los sillones de la Academia Chilena de la Lengua. De los muchos poetas de la Región del Maule, tan prolífica en vates y en cantores a lo humano y lo divino, Mesa Seco fue tal vez el más identificado, orgánicamente, con la naturaleza del "río de las nieblas".
También se avecindaron en Linares, lugar que fue receptor de parte importante de su excepcional obra artística, Emma Jauch (nacida en Constitución) y Pedro Olmos (nacido en Valparaíso), pareja dotada como pocas de espíritu y talento artísticos verdaderamente renacentistas. Emma, poeta, escritora y pintora y Pedro, pintor y muralista, hicieron de Linares su hogar y lo llenaron de color y calidez por más de treinta años. Su ausencia - ambos fallecieron en la década de los '90 - ha dejado un vacío que se dejado sentir cada día.

### Museos
- Museo de Arte y Artesanía. Albergado en una hermosa casona de tipo colonial, fue fundado el 12 de octubre de 1966 y sus colecciones se formaron gracias a la generosidad de los artistas nacionales que reunieron más de 200 obras de arte, las que abarcan un siglo de producción plástica nacional (1880-1980), y también a los aportes que hicieron el Museo Histórico Nacional y el Museo Nacional de Bellas Artes. El museo periódicamente realiza exposiciones temporales de artes visuales y artesanía popular, recitales poéticos, conferencias, talleres de folclore, literatura y plástica, y ciclos de vídeo documental y de cine. El museo es un importante espacio cultural abierto a toda la comunidad.

### Zoológicos
- Casa Noé Mundo Animal. Casa Noé Mundo Animal es un parque zoológico y centro de rehabilitación de fauna exótica y silvestre, ubicado en la ciudad de Linares, Chile, donde se enseñan valores ecológicos y ambientales generando consciencia y transmitiendo el mensaje de proteger la biodiversidad de las especies animales y el cuidado del medio ambiente. Tiene sus inicios en el año 1975 en forma particular y abre sus puertas al público el 4 de octubre de 2002, su traslado al nuevo recinto comienza el 4 de abril de 2012 y se abre al público el 15 de julio del mismo año. Todo comienza por el amor a los animales de su Director, Don Juan Carlos Muñoz Escobar, oriundo de la ciudad de Linares, que de muy niño comenzó a albergar en su hogar a los animales heridos y enfermos cuidándolos y brindándoles una mejor calidad de vida. 
 El centro de rehabilitación de Casa Noé ha atendido una gran variedad de animales exóticos y silvestres los cuales son rescatados por el Servicio Agrícola y Ganadero (SAG) como también por funcionarios de Carabineros de Chile y personas particulares. Los animales que pueden rehabilitarse son devueltos a su medio ambiente después de ser tratados y cuidados por profesionales, en algunos casos es imposible que vuelvan a la naturaleza consecuencia de sus problemas físicos, por lo tanto se mantienen en el Parque Zoológico aprovechando su estancia para investigación y educación. 
 Las nuevas instalaciones de Casa Noé se encuentran ubicados en San Antonio, sector aeródromo y cuentan con sectores de ambientes acuáticos, reptiles, aves de ornamentación, aves rapaces diurnas y nocturnas, arácnidos, primates, roedores, anfibios, camélidos, caninos, felinos, patio de comida para los visitantes, amplio estacionamiento y nocturama.

## Sitios de interés

### Edificios religiosos
- La Iglesia-Catedral de Linares de diócesis de Linares. Este templo es una de las iglesias más hermosas construidas en Chile en el siglo XX d. C.. Fue concebida basándose en el modelo de la Basílica de San Ambrosio, en Milán, una construcción noble, de estilo Románico. La Catedral de Linares fue construida tras las destrucción de la antigua catedral, a causa de un terremoto. Quien concibió la nueva Catedral y dio inicio a sus obras fue el visionario Obispo de Linares, Mons. Juan Subercaseaux Errázuriz, segundo obispo de la diócesis. Conserva en su interior los restos mortales del Papa San Clemente, siendo el único Papa cuyos restos se conservan fuera de Europa. Con el terremoto del 27 de febrero de 2010, la Iglesia Catedral sufrió daños que se pudieron apreciar desde el exterior del templo, principalmente ladrillos que cayeron desde su torre principal y la caída de la cruz que se ubicaba en el centro de la edificación. No obstante, según estudios posteriores realizados por expertos, la Iglesia Catedral no presenta daños estructurales por lo que previo a una reparación, volverá a abrir su puertas a la comunidad linarense.
- La Iglesia parroquial Corazón de María creada por el arquitecto Diego Hernández Muñoz. Una iglesia declarada Monumento Nacional por su belleza y su inspirado estilo gótico. Después del terremoto del 27 de febrero de 2010 que asoló al centro sur de Chile, este templo resultó severamente dañado. Su fachada presenta daños significativos; además una de sus dos torres laterales se fracturó e inclinó hacia el interior, teniendo que ser sacada y posterior mente tapada. La iglesia hasta el día de hoy[¿cuándo?] permanece cerrada y sus alrededores desalojados.
- La Catedral Evangélica, que es el templo central o matriz de la organización Iglesia Unida Metodista Pentecostal a nivel nacional, lleva por nombre Cristo Manantial de Vida, ubicada en calle Arturo Prat esquina María Cristina, destaca por su estilo moderno. Sus pastores son Rev. Obispo Juan Ormeño Lagos y su esposa diaconisa Alicia Parada Acuña.

### Edificios civiles

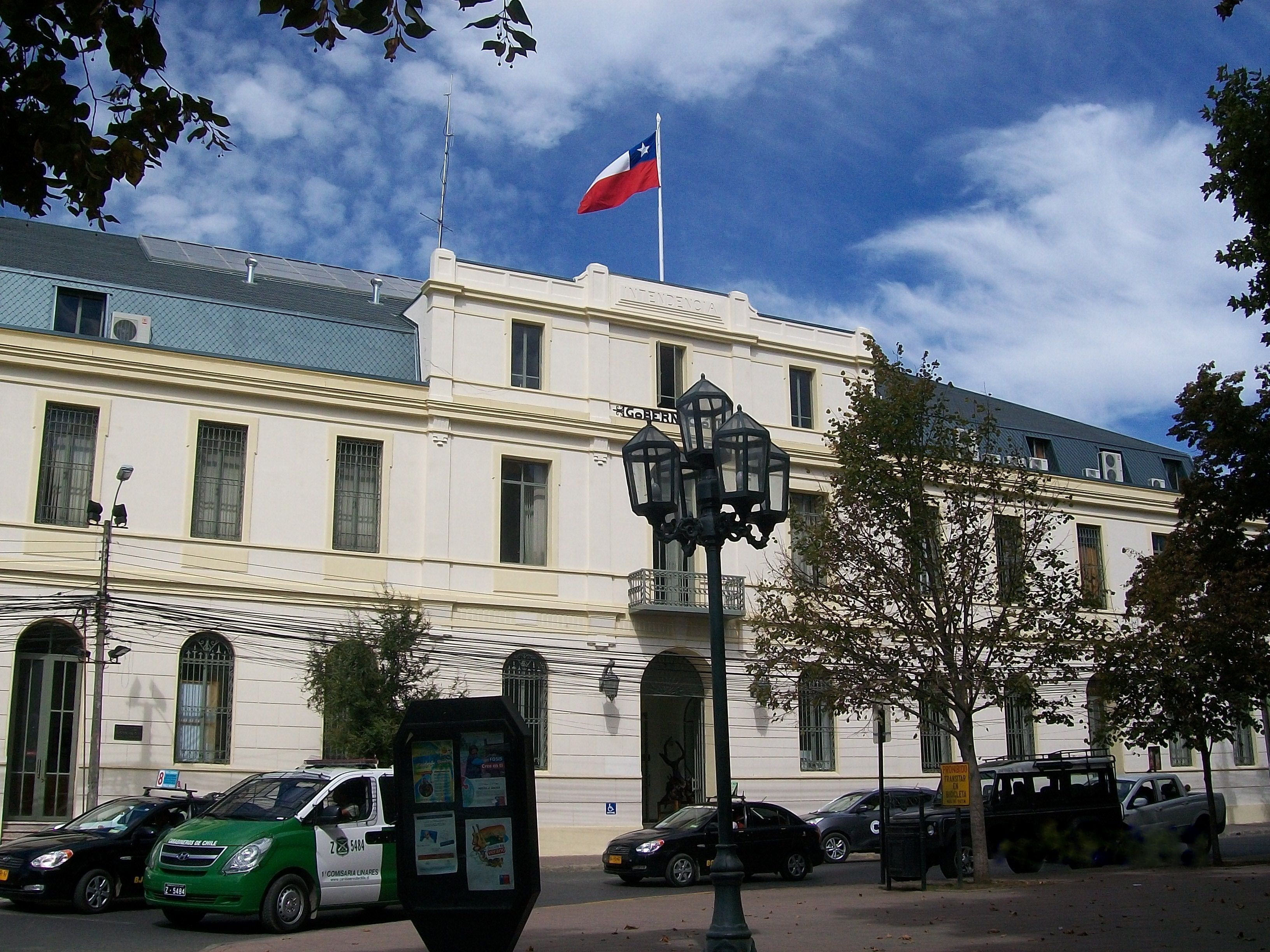
Edificio de la Gobernación Provincial de Linares.

- Edificio de la Delegación Presidencial: edificio de arte neoclásico, construido a inicios del siglo XX. Funcionaron, entre otros, la Intendencia provincial, la Cárcel y los Tribunales de Justicia de la ciudad. En 1990 sufrió un incendio, pero fue reconstruido en 1993. Hoy día funcionan ahí la Gobernación Provincial y el Consejo Económico Social Provincial.
- Edificio de la Municipalidad: frente a la Plaza de Armas, en la esquina de Kurt Moeller con Manuel Rodríguez. Fue inaugurado en 1931. En su interior hay un mural pintado por Pedro Olmos donde aparecen los principales personajes de la historia linarense. De estilo neoclásico.
- El Mercado Municipal: funciona en la calle Maipú, entre Chacabuco y Benjamín Novoa. Uno de los principales centros de abastecimiento de la ciudad, alberga tanto puestos de venta de verduras y productos agrícolas como restoranes.
- Otros edificios: También destacan el Edificio de Correos (frente a la Municipalidad), el del Liceo Valentín Letelier (inaugurado en 1949 justo en el sitio donde nació Valentín Letelier), el cuartel de Bomberos (con su característica torre), entre otros edificios.

### Escuela de Artillería
En la ciudad de Linares se encuentra la Escuela de Artillería del Ejército de Chile. En el año 1911, la ciudad de Linares, ofreció al Gobierno de entonces los terrenos necesarios para levantar un Cuartel Militar, el que más tarde, bajo el mandato del Presidente Arturo Alessandri, se creó definitivamente la Escuela de Artillería. Este instituto armado, tiene por misión el formar a los futuros Oficiales, Suboficiales, Clases del Arma de Artillería, Artillería Antiaérea y especialistas en Observación Aérea de Tiro de Artillería, tanto en el área Técnica-Operativa y Científica, como en el empleo doctrinario de los medios del Arma en sus diferentes calibres, imparte la doctrina de los Artilleros y fiscaliza su cumplimiento, revisa y mantiene actualizada la reglamentación del Arma.

### Plazas y parques

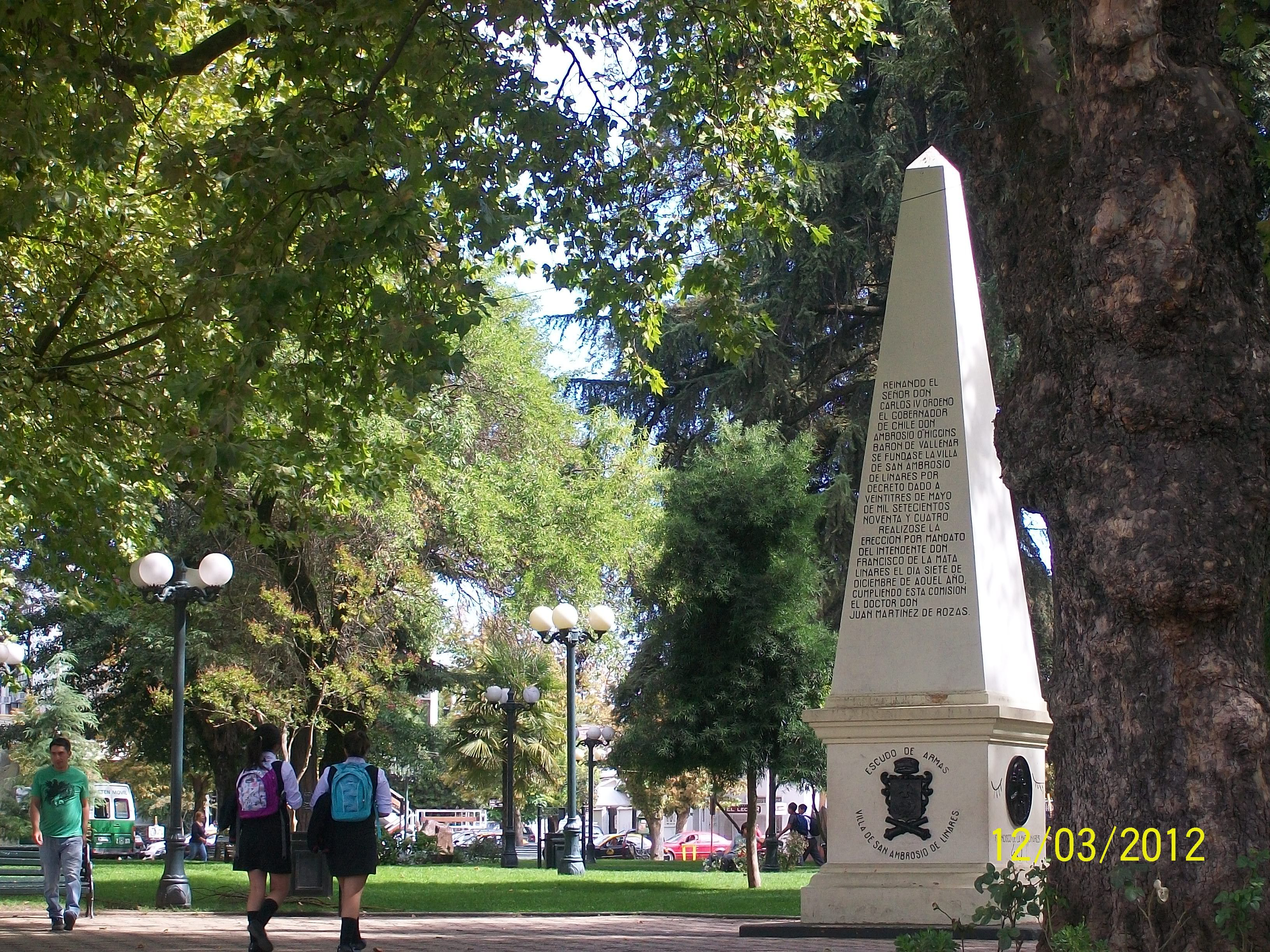
Obelisco fundacional en Plaza de Armas.

El principal lugar de paseo de la ciudad es su Plaza de Armas, donde confluyen las principales calles del centro comercial y cívico de la ciudad. Frente a ella se ubican la Municipalidad, la Gobernación Provincial y la Catedral, algunos de los principales bancos - Estado, Santander, BCI, Scotiabank -, y los tribunales penales.

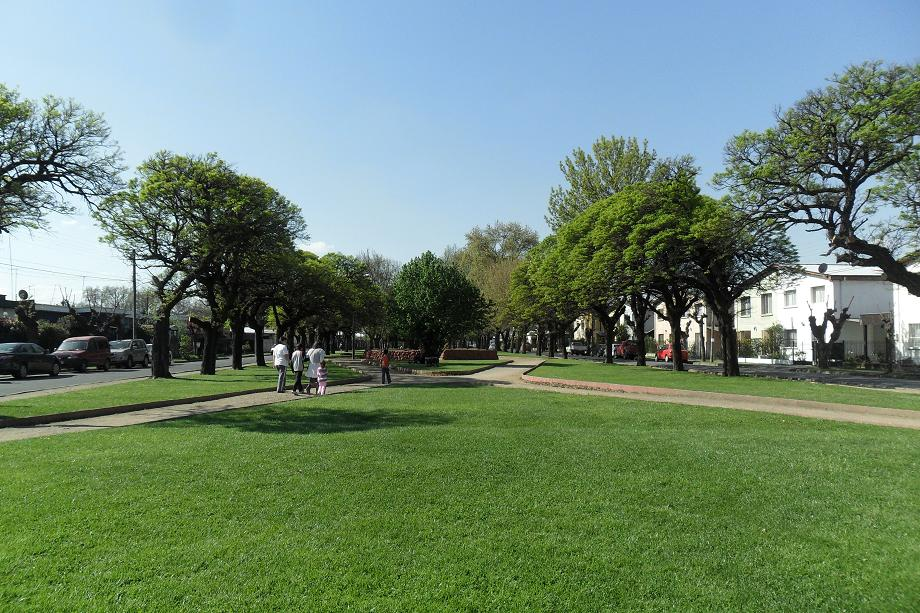
Parque General Cristi Linares.

El otro lugar verde importante de la ciudad es su Alameda, la que se ubica en la Avenida Valentín Letelier, entre San Martín y Lautaro, compuesta de varias manzanas de árboles y arbustos, que tienen al Liceo Valentín Letelier como marco de cierre. En esta vía se ubican la Casa de la Cultura (en el ex Terminal de Buses) , y enfrente se hallan el Museo de Arte y Artesanía, la Prefectura de Carabineros, la Cárcel y el Cuartel de Bomberos.
Otras áreas verdes importantes de la ciudad son la Plaza Víctor Jara (Valentín Letelier, esquina Januario Espinoza) y el Parque Carlos Aburman En Januario Espinoza (frente al EASY)  -  y el parque General Cristi (en la avenida General Cristi, con el Gimnasio Municipal en la esquina con Rengo).
También destaca la Plaza Presidente Pinochet a un costado de la Escuela de Artillería, en la Avenida Presidente Ibáñez con Chacabuco, data del 11 de septiembre de 1991.

## Transporte

### Vías de acceso

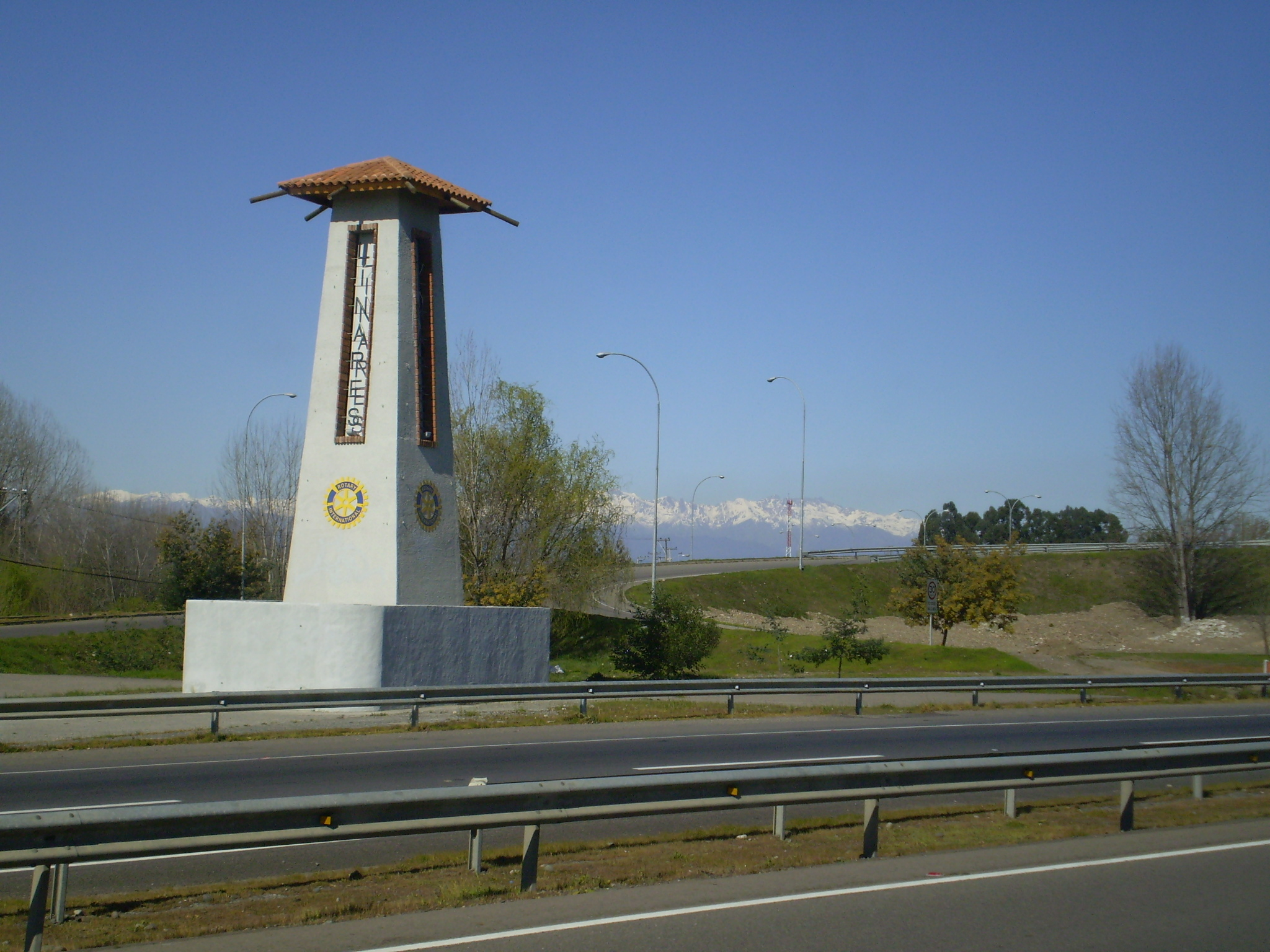
Acceso a Linares desde Ruta 5 Sur.

La ruta 5 Sur (concesión Ruta del Maule) pasa a tres kilómetros al poniente de Linares considera desde el sur un acceso alternativo viniendo desde Longaví, entrando por la Isla, siguiendo por Salida Cuellar (sitio histórico de la comuna). En 2024 es el único acceso sur que conecta más adentro con calle rengo. Por el acceso principal de Linares una ancha avenida de tres kilómetros de longitud, denominada Aníbal León Bustos, comunica la Ruta 5 Sur con el centro de la ciudad. Dicha arteria conecta el acceso a la ciudad con la principal calle comercial de la comuna, así como también con la nueva Circunvalación Norte. Otras vías asfaltadas que comunican Linares con lugares vecinos son: la ruta a Yerbas Buenas, el camino a Panimávida y Colbún, el camino a San Juan y La Floresta (que parte del anterior), el camino a San Antonio, y el moderno camino de la ruta L32 a Palmilla, Puente Sifón, Marimaura y Melozal, que cruza el río Loncomilla a través de un moderno viaducto y puente.

### Ferrocarril
La estación Linares es parada regular del servicio Tren Chillán-Estación Central, que corre entre Santiago y Chillán. Desde marzo de 2010 hasta abril de 2011, el servicio ferroviario estuvo suspendido a consecuencia de los daños producidos por el Terremoto de Chile de 2010.
Actualmente existen 3 trenes por sentido que se detienen en Linares.
A partir del lunes 24 de septiembre de 2012, comenzó el nuevo servicio "Expreso rural del Maule", Santiago, Curicó, Talca, Linares y viceversa con un automotor UT-440 de Metrotrén. El tren sale hacia la capital de lunes a viernes a las 6:45 llegando a la misma a las 10:15 y regresa desde Santiago a las 17:30, arribando a Linares a las 21:00. El "Expreso rural del Maule" está diseñado para ser una alternativa más rápida que los buses (sólo 3 horas y media de viaje versus 4:10 de los buses) y también más barata, ya que el boleto sólo cuesta $3500 entre Linares y la Capital.

### Buses
La comuna cuenta con 5 terminales de buses: 
- Terminal Rodoviario y Rural Bravo y Najle de Linares (Januario Espinoza N°530). Con salidas a Longaví, San Javier, Villa Alegre, Talca, Santiago, Chillán y Concepción. También sirve principalmente a los sectores rurales de las comunas de Yerbas Buenas, Colbún, Longaví y el sector poniente de Linares y San Javier.
- Terminal Linatal (Avenida Aníbal León Bustos N°230), el cual funciona como HUB de la empresa Linatal. Los recorridos de esta empresa que salen desde el Terminal Rodoviario y Rural Bravo y Najle tienen como parada obligatoria este recinto.
- Terminal Rodoviario San Ambrosio (Januario Espinoza, entre calles Gral Barbosa y Carampangue).
- Terminal Paseo Portal Linares, ubicado en Avenida Aníbal León Bustos con Circunvalación Norte el cual da prioridad a los buses que por lo general no entran a la ciudad por lo alejado de los otros rodoviarios con respecto a la Ruta 5 Sur.
- Terminal Pullman Bus Los Libertadores (Yungay esquina Independencia).

Desde estos se pueden realizar viajes a ciudades como: Santiago, Talca, Parral, Chillán, Concepción, Curicó, Los Ángeles, Temuco, Rancagua, Longaví, Curanipe y Cauquenes, entre otras.

## Deportes

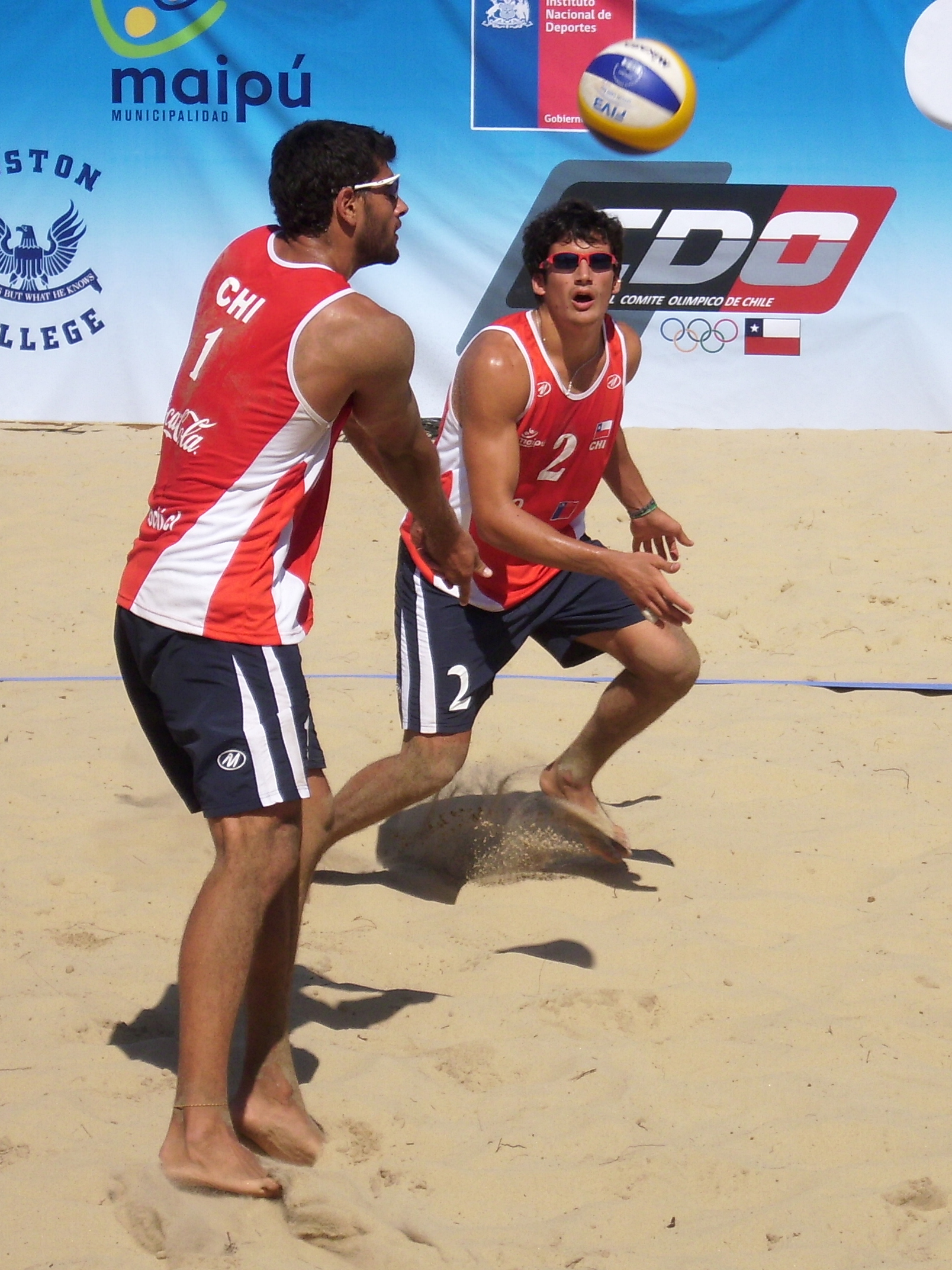
Los voleibolistas Marco y Esteban Grimalt participando en la Continental Cup realizada en Maipú en noviembre de 2011.

En lo deportivo, Linares ha destacado por el Voleibol, teniendo un equipo masculino siete veces campeón de la Liga Chilena de Voleibol. En 2008 la selección masculina local ganó el Campeonato Nacional de Voleibol de Chile, tras ganarle en la final al equipo de la Universidad Católica.  En 2009, el equipo linarense de voleibol se consagró bicampeón al vencer por 3 sets a 0 a VitaVolley-Manquehue. Linares vuelve a consagrase en 2011 donde derrotó en un partido regular por 3-1 a Club Manquehue con parciales de 18-25, 26-24, 25-22 y 25-16 y luego ganó el “set de oro” de la final por 25-16.
El sexteto logra cosechar su segundo Bicampeonato al obtener el torneo de 2013 y de 2014 de la mano de Jaime Grimalt Suárez. Linares derrota en ambas ocasiones al equipo Thomas Morus en la final.
La ciudad de Linares ha sido sede del Campeonato Sudamericano de Clubes de Voleibol Masculino de 2012.
Y el equipo de la ciudad ha logrado coronarse en 9 ocasiones con el título de la máxima categoría del voleibol nacional, siendo campeón por última vez el año 2019 de la liga A1, venciendo en la final al equipo santiaguino Thomas Morus.
Además en el año 2019 la selección sub-19 de Linares logra obtener el Campeonato Nacional de Voleibol en Río Bueno. Los dirigidos por el Cubano Juaquin Planas ganaron de manera invicta, mostrando el mejor voleibol juvenil del país.
En Voleibol de playa la dupla linarense conformada por Marco y Esteban Grimalt lograron ser campeones del torneo Copa Telmex 2009 celebrado en Viña del Mar. Ambos deportistas participaran en los Juegos Suramericanos de 2010 en Colombia, donde obtuvieron una medalla de bronce,. El team Grimalt culminó en 2014 de una forma brillante demostrando un gran nivel y maduración, obteniendo la medalla de plata del Open de Manguang FIVB en Sudáfrica. La dupla cosechó una medalla de bronce en el sudamericano de voleibol playa realizado en Coquimbo en febrero de 2015, tras vencer a los brasileños Fabio Bastos y Saymon Santos por 21-16 y 21-13.
Linares, históricamente, ha carecido de mayores éxitos en lo futbolístico, pese a lo cual ha destacado en algunos campeonatos de índole amateur. El principal equipo de fútbol en la ciudad es Deportes Linares, conocido en la antigüedad como Lister Rossel, que jugó durante varias temporadas en la Segunda División del fútbol profesional chileno. Juega en el Estadio Municipal de Linares, principal recinto deportivo de la ciudad, en este momento el equipo se encuentra disputando el torneo de segunda división.
Club de Rugby Weichafe de Linares, habitualmente conocido solo como Weichafe, es el equipo de rugby de la ciudad.
El 7 de noviembre de 2020 se funda el Club Deportivo Hockey Linares (hockey sobre césped). El club nace por iniciativa de vecinos de la naciente Villa Huertos de Linares y sus entrenamientos se desarrollan en el Estadio Fiscal de Linares.[cita requerida]

### Motociclismo
Gracias a su escarpada precordillera, Linares cuenta con varios circuitos de Enduro, en cerros como el Rayo y alto el nabo. En esta ciudad está establecido el grupo de enduristas Baqueanos destacándose el piloto Manuel Gallardo, excampeón nacional de enduro.[cita requerida] Por otra parte en esta ciudad viven Jaime Armengoli, actual campeón Nacional de la categoría Master B y el destacado piloto Valdiviano Juan Pablo Navarro.[cita requerida]

## Medios de comunicación
A lo largo de su historia, en Linares ha habido varios y variados medios escritos, siendo el periódico La Idea, creado en 1871 por Nicomedes Pincheira, el primero en ser fundado en la ciudad.
Hoy en día, Linares es una de las pocas ciudades del país en tener más de un diario propio. Al tradicional diario El Heraldo, fundado en 1937 por Justo Aliaga Cobo, actualmente se suma El Lector, fundado en 1997.
Otro medio escrito es la Revista Linares, es posiblemente el medio más antiguo que aún se edita en la Provincia de Linares. Hasta 1973 en publicación tradicional de papel; y, actualmente, en cuidada edición digital. Su versión en papel se entrega a todo el comercio de Linares.
En cuanto a emisoras radiales, la primera en fundarse fue Radio Soberanía (CC 152) en 1938, reinaugurada en 1949 y finalizadas sus transmisiones en marzo de 2011. La emisora más antigua en funciones es Radio Ancoa (CC 116), fundada en 1975 y que en 1996 inauguró sus transmisiones en FM.
En la frecuencia modulada, la pionera en la ciudad fue Radio Ambrosio, fundada en 1978 (actualmente en el dial 90.7).
Otras radios importantes son: Buena Nueva, Innovadora (fundada originalmente como Contigo), María, Radio Tropical Latina 95.3 FM (filial de su homónima de Curicó).
Desde el año 2002 Linares tiene un canal de televisión abierta, llamado TV5 de Linares originalmente Televisión Regional, que funciona en la frecuencia 5 de VHF.
Desde el año 2007 se estrena Descubre Linares, primer sitio web sobre turismo, naturaleza y cultura de la comuna y provincia de Linares.

### Radioemisoras
FM
- 88.1 MHz Radio María Linares
- 88.9 MHz Radio Pudahuel
- 90.7 MHz Radio Ambrosio
- 91.3 MHz ADN Radio Chile
- 93.1 MHz Corazón FM
- 94.7 MHz Radio La Mexicana
- 95.3 MHz Radio Tropical Latina
- 95.7 MHz Radio Ancoa
- 96.3 MHz Radio Cristalina
- 97.9 MHz Radio Buena Nueva
- 101.1 MHz Radio Carolina
- 103.5 MHz Radio Frecuencia Uno
- 104.1 MHz Radio Innovadora
- 106.7 MHz Radio Armonía
- 107.1 MHz Radio Amparo
- 107.3 MHz Studio Radio
- 107.5 MHz Radio Juan Pablo II Linares
- 107.7 MHz Radio San Antonio de Padua Linares

### Televisión
Los canales de televisión transmiten desde el Cerro La Virgen de Talca a excepción de TV5 Linares.
TDT
- 2.1 - La Red HD
- 4.1 - Chilevisión HD
- 4.2 - UChile TV
- 5.1 - TV5 Linares HD
- 5.2 - TV5 Linares HD2
- 5.3 - Ancoa TV
- 6.3 - Telecanal
- 8.1 - Canal 13 HD
- 8.2 - T13 En Vivo
- 10.1 - TVN HD
- 10.2 - NTV
- 12.1 - Mega HD
- 12.2 - Mega 2

Cable
- Canal 2 de Linares (emitido por VTR Chile)
- Canal 30 Linares (emitido por Multicom Maule)
- TV5 Linares (emitido por Mundo)

### Prensa escrita
Desde el 29 de agosto de 1937, se imprime diario El Heraldo. En 1998 se crea el Diario El Lector, además de la circulación del diario regional La Prensa de Curicó.

### Prensa digital
- Diario Maule
- Publinares
- Linares En Línea
- Maule Al Día
- Séptima Página
- Maule Virtual
- Ahora Linares
- Hora 7
- Primera plana linares

## Ciudades homónimas
| - Linares, Andalucía, España - Linares, Nuevo León, México - Linares, Nariño, Colombia |